# J.H. Whittaker & Sons
J.H. Whittaker & Sons (также известна как Whittaker’s) — новозеландская кондитерская компания, специализирующаяся на производстве шоколадных плиток, батончиков, конфет и мороженого. Основана в 1896 году Джеймсом Генри Уиттакером в городе Крайстчерч, сегодня штаб-квартира и основное производство расположены в городе Порируа (северный пригород Веллингтона). Whittaker’s является вторым по величине шоколадным брендом Новой Зеландии после международной марки Cadbury. Компания самостоятельно управляет всем производственным процессом, называя себя изготовителем «от бобов к плитке».
Компания продолжает находиться в собственности третьего поколения семьи Уиттакер. Основными рынками сбыта J.H. Whittaker & Sons являются Новая Зеландия и Австралия, а также страны Юго-Восточной Азии (Сингапур, Малайзия, Индонезия и Филиппины). В 2010 году розничные продажи компании составили 27,6 млн долларов, она контролировала свыше трети рынка шоколада Новой Зеландии.
Среди новозеландских брендов, пользующихся наибольшим доверием среди потребителей, шоколад Whittaker’s занимает первое место. В рекламе шоколада Whittaker’s участвовала британская телеведущая и ресторанный критик Найджела Лоусон. Компания J.H. Whittaker & Sons является спонсором соревнований по автогонкам и конному спорту в Новой Зеландии.
Какао-бобы компания поставляет из Ганы и Мадагаскара, арахис, фундук, киндаль, орехи кешью и миндаль — из Австралии, США, Турции, Юго-Восточной Азии и Южной Африки. Среди известных слоганов компании — «Страсть к шоколаду с 1896 года» и «Хороший честный шоколад».

## История
Джеймс Генри Уиттакер, работавший подростком на британской кондитерской фабрике, в 1890 году переехал в Крайстчерч. В 1896 году он начал производство на новом месте, продавая шоколад клиентам непосредственно со своей тележки, запряжённой лошадьми. В 1913 году Уиттакер ввёл в семейный бизнес двух сыновей, переместив производство в Веллингтон. В 1937 году кондитерская была преобразована в общество с ограниченной ответственностью, в 1950-х годах началось производство шоколадных плиток с арахисом, быстро ставших популярными, в 1969 году компания перебралась в город Порируа. В 1992 году J.H. Whittaker & Sons основала дочернюю компанию в Австралии.